# Telefono rosso (film)
Telefono rosso è un film pornografico del 1986 diretto da Riccardo Schicchi. La pellicola ironizza sulla linea rossa della guerra fredda, prendendone spunto per inventare situazioni erotiche che avevano come protagonista Ilona Staller, non a caso proveniente dall'Est europeo.

## Trama
Cicciolina si sveglia in un mondo ovattato e irreale, già truccata e vestita di tutto punto. Intraprende quindi il suo lavoro: dare felicità agli uomini tramite contatto telefonico, appunto con il telefono rosso. Dopo alcune conversazioni telefoniche che terminano sempre con un orgasmo da parte della protagonista, Cicciolina decide di incontrare sul serio i suoi affezionati ma non fa altro che procurarsi guai su guai, prima con un camionista che la sorprende a chiamare numeri a caso in una cabina telefonica fuori Roma, poi con gli avventori incontrati in una sorta di battuage sempre appena fuori la capitale. Il tutto si conclude con un'orgia.

## Produzione
Il film segna il debutto nel lungometraggio hardcore di Ilona Staller, che in quell'anno era fidanzata con il regista. Prima della realizzazione di questo lungometraggio, Cicciolina (suo nome d'arte) aveva realizzato solamente alcuni video hard, tra i quali Porno Poker del 1984 e La conchiglia dei desideri del 1983. Benché qualcuno ritenga che sia il primo film pornografico di produzione italiana, la cosa è totalmente priva di fondamento, dato che in Italia si producevano esempi di cinema pornografico sin dagli anni settanta, sebbene più sottobanco.

## Distribuzione
Fu un grande successo di pubblico, risultando tra i film più visti del genere in tutti gli anni ottanta.